# Citroën Typ 29

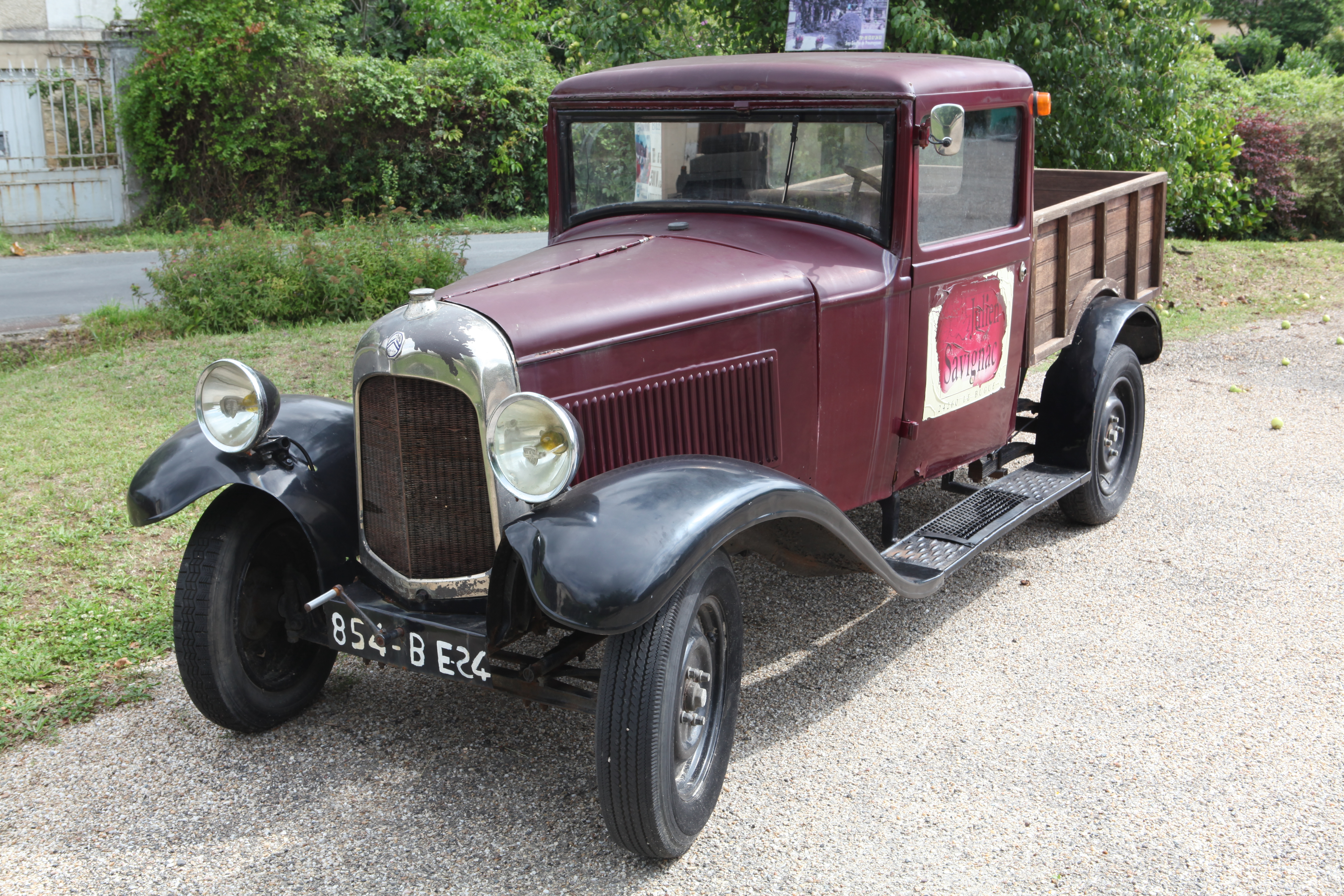
Citroën Typ 29

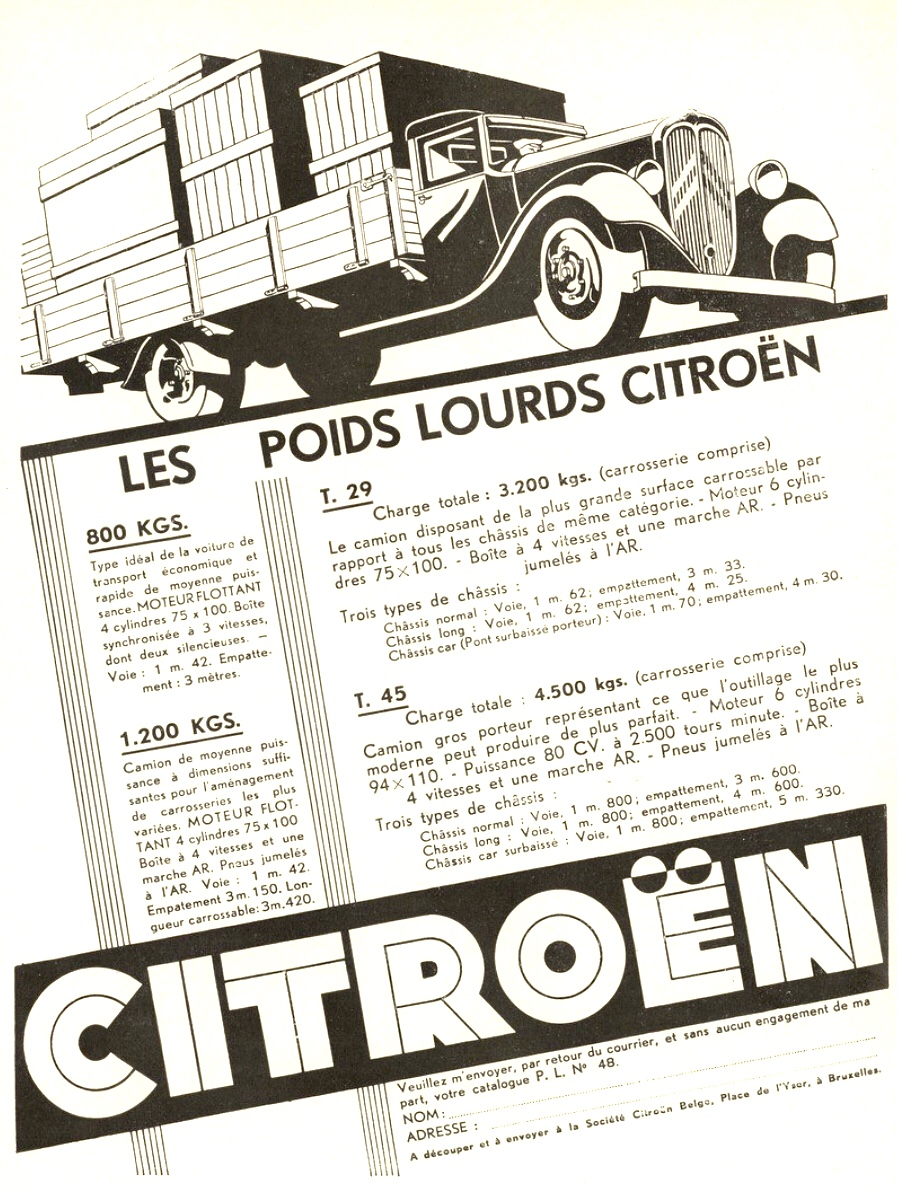
Citroën Typ 29 Werbung

1933 startete der Lkw und Omnibus Citroën Typ 29 auf Basis des Citroën C6 (1928). Er hatte eine Nutzlast von maximal 3,2 Tonnen. In der Busversion hatten maximal 25 Personen Platz. Der Typ 29 hatte einen Sechszylinder-Ottomotor mit 2650 cm³ Hubraum mit 75 mm Bohrung und 150 mm Hub, der maximal 53 PS (39 kW) leistete. Das Fahrzeug gab es mit 3 Radständen und zwei Spurweiten. Der normale Radstand betrug 3330 mm mit einer Spurweite von 1620 mm. Der lange Radstand betrug 4250 mm bei einer Spurweite von 1620 mm. In der Busausführung betrug der Radstand 4300 mm mit einer vergrößerten Spurweite von 1700 mm. Bereits 1934 ersetzte ihn der Citroën Typ 32 nach insgesamt 12531 gebauten Exemplaren.